# 代尔夫特理工大学图书馆
代尔夫特理工大学图书馆（荷蘭語：Bibliotheek TU Delft）是代尔夫特理工大学（简写为）的中央图书馆，坐落于荷兰城市代尔夫特。其由荷兰建筑事务所麦肯诺设计，建于1997年，是该国最大的科技类图书馆。

## 建筑
设计图书馆时麦肯诺成立尚不久，其创始成员埃里克·范埃赫拉特（Erick van Egeraat）、亨克·德尔（Henk Döll）、法蘭馨·侯班、罗埃尔夫·斯滕霍伊斯（Roelf Steenhuis）及克里斯·德韦耶尔（Chris de Weijer）皆是代尔夫特理工的毕业生。此馆为建筑之起到风景作用的范例，部分藏于地下，带有斜度为15%的平面，而草覆于顶部，是为绿化屋顶。从人造小丘上有钢制锥体刺出，高40米，其用途在白日采光，兼表技术工程的意象。然而此锥体虽为成功的外观元素，其在室内则不尽如人意，受到一些建筑评论的批评。一系列立柱布列于整个室内，分配光热。绿化屋顶系统现时由供应，使用泡沫玻璃隔热，并带有6英寸（15）厚的基材，草坪生长于其上。绿化屋顶和其带来的隔热层与轻量化的外墙表面协同，提升了图书馆的能量利用效率。屋顶可走人，学生在夏季歇憩其上、借之社交；在冬季则可带上雪橇，用之滑雪。
中央大堂内部，借还书服务台正居于锥体底部的空间，环绕以稀疏的钢柱，其东墙隐于悬挂式的钢骨书架后方，书架高四层楼，可经由楼梯而攀抵。图书馆舍的边缘一角用作职工办公室，整个外立面皆为反光的玻璃墙。图书馆坐落于校园中心，西邻由约·范登布罗埃克（Jo van den Broek）和亚普·巴克马（Jaap Bakema）所设计野兽派风格的礼堂（Aula Congrescentrum），赋予了礼堂以新的空间背景。此馆曾获2000年科勒斯建筑公司千禧年奖，也曾被《康德纳斯特旅游者》和旅游频道各自评为全世界最具创意和最美丽的图书馆。

## 馆藏与活动
此图书馆是代尔夫特理工大学的中央图书馆，其内还有学习中心、学生工作坊、书店和简餐厅。截至2017年馆藏书籍超过862000本，并有订阅16000份杂志。图书馆也参与了全球数据引用网络的创立，共图「改善在互联网获取研究数据的途径」。2017年，图书馆开始着手一项数据监管项目，关注数据管理的问题。

## 图集

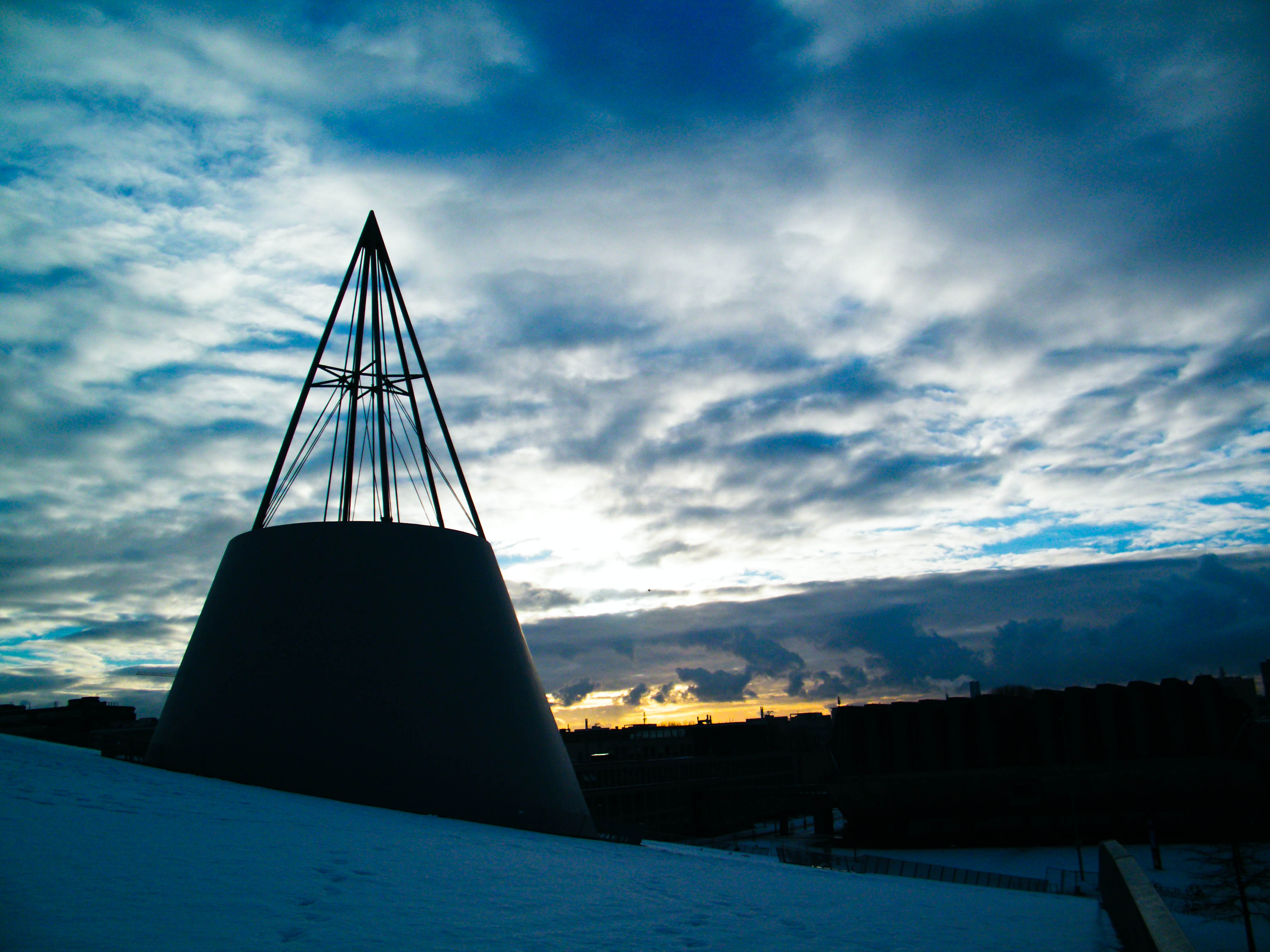
冬季落日下的图书馆尖锥
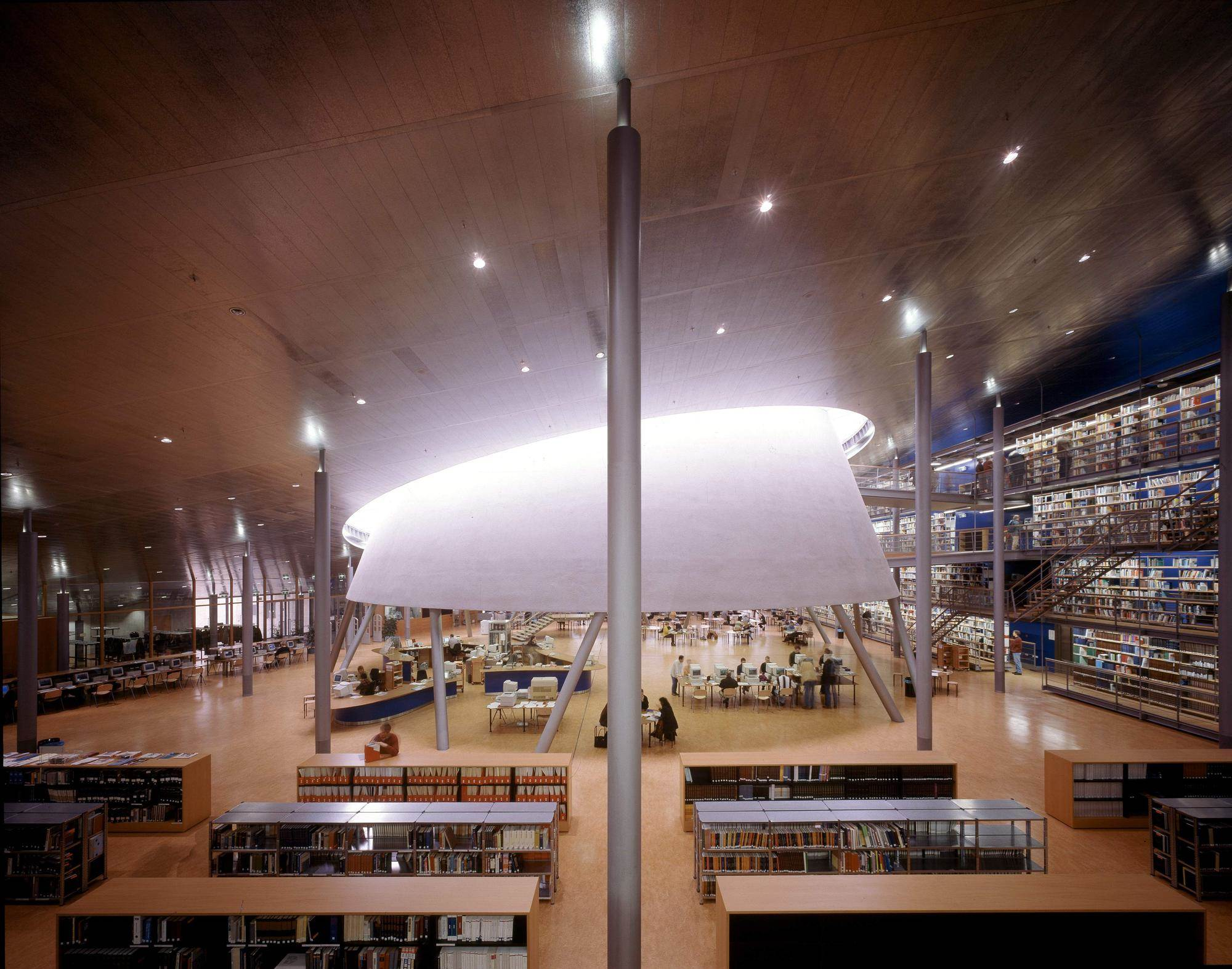
从图书馆内部观其锥体
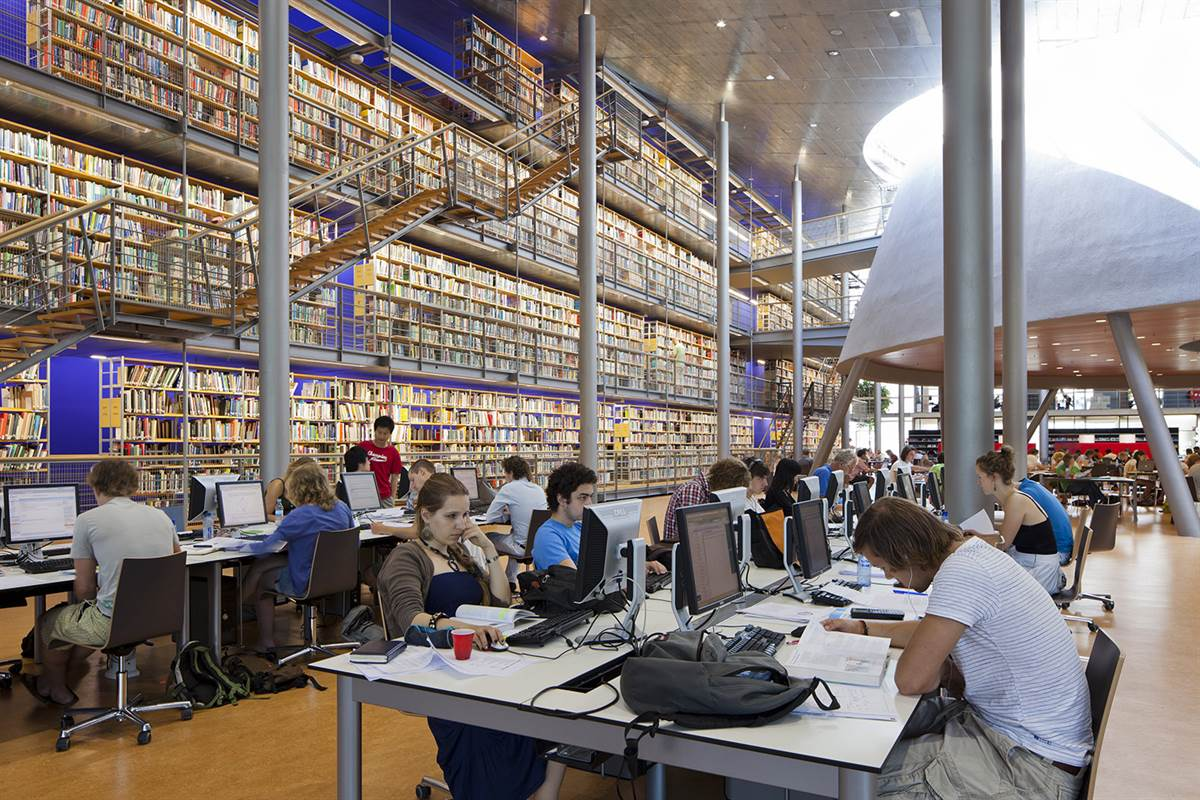
书墙与自习桌
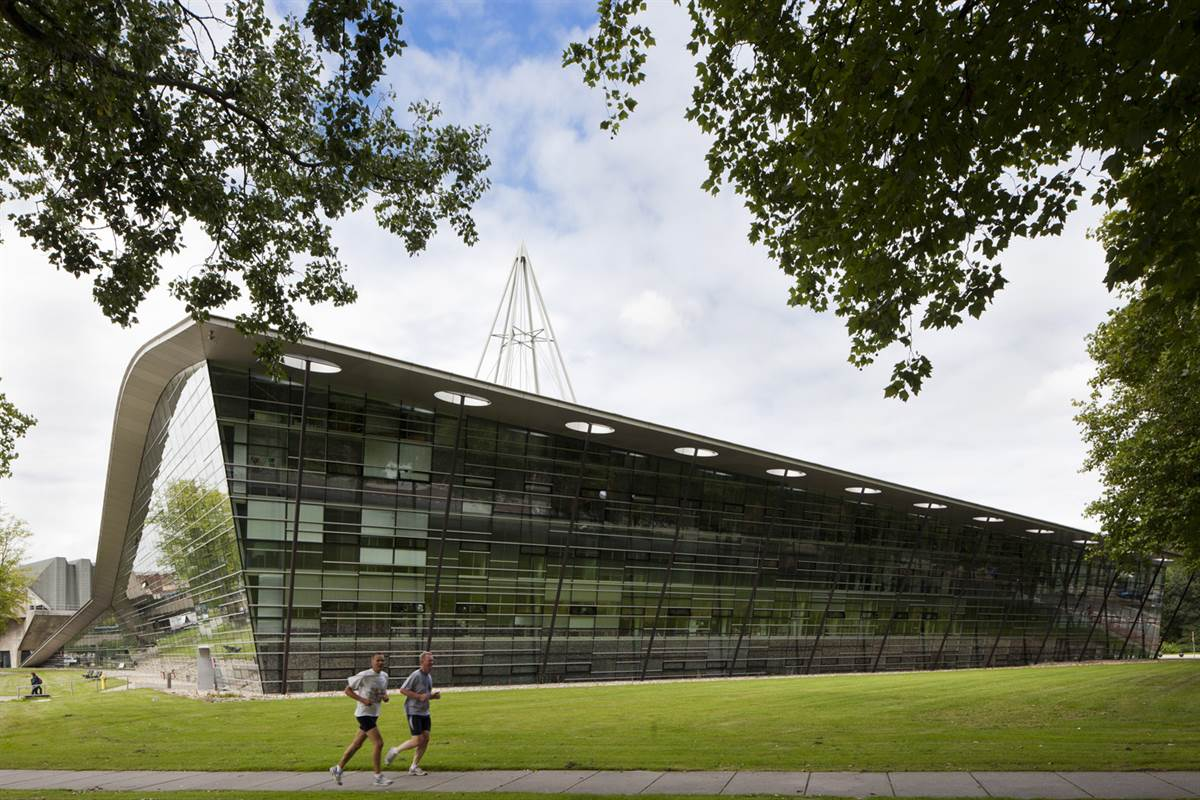
图书馆外景